# Ana Paula Polegatch
Ana Paula Polegatch (Guarapuava, 21 de outubro de 1988) é uma ciclista brasileira. Tornou-se campeã nacional de contrarrelógio em 2014. Atual vencedora do Campeonato Brasileiro de Ciclismo de Estrada em 2021.